# Liste des présidents du Parlement wallon
Cet article dresse la liste de tous les présidents du Parlement wallon. Le parlement wallon est composé de 75 députés et élu pour 5 ans.

## Liste des présidents du Conseil régional wallon (1980-1995)
Cette liste contient l'ensemble des présidents du Conseil régional wallon élus avant que l'assemblée ne soit élue au suffrage universel direct.
| N° | Nom                                                | Durée du mandat                     | Parti | Législature |
| -- | -------------------------------------------------- | ----------------------------------- | ----- | ----------- |
| 2  | Léon Hurez (3 juin 1924 - 27 juillet 2004)         | 6 novembre 1980 - 6 octobre 1981    | PS    | 1976-1981   |
| 3  | André Cools (1er août 1927 - 18 juillet 1991)      | 23 décembre 1981 - 3 septembre 1985 | PS    | 1981-1985   |
| 4  | Charles Poswick (6 octobre 1924 - 28 juillet 1994) | 27 novembre 1985 - 9 novembre 1987  | PRL   | 1985-1988   |
| 5  | Valmy Féaux (19 février 1933 - )                   | 3 février 1988 - 10 mai 1988        | PS    | 1988-1992   |
| 6  | Willy Burgeon (11 janvier 1940 - )                 | 10 mai 1988 - 17 octobre 1991       | PS    | 1988-1992   |
| 6  | Willy Burgeon (11 janvier 1940 - )                 | 8 janvier 1992 - 12 avril 1995      | PS    | 1992-1995   |

## Liste des présidents du Parlement wallon (depuis 1995)
Cette liste contient l'ensemble des présidents du Parlement wallon élus depuis que l'assemblée est élue au suffrage universel direct.
| N° | Nom                                                   | Durée du mandat                      | Parti | Législature |
| -- | ----------------------------------------------------- | ------------------------------------ | ----- | ----------- |
| 7  | Guy Spitaels (3 septembre 1931 - 21 août 2012)        | 20 juin 1995 - 7 février 1997        | PS    | 1995-1999   |
| 8  | Yvon Biefnot (28 février 1936 - )                     | 13 mars 1997 - 12 juin 1999          | PS    | 1995-1999   |
| 9  | Richard Miller (16 novembre 1954 - )                  | 12 juillet 1999 - 4 avril 2000       | PRL   | 1999-2004   |
| 10 | Robert Collignon (10 février 1943 - )                 | 5 avril 2000 - 12 juin 2004          | PS    | 1999-2004   |
| 11 | Willy Taminiaux (17 décembre 1939 - 22 décembre 2018) | 29 juin 2004 - 19 juillet 2004       | PS    | 2004-2009   |
| 12 | José Happart (14 mars 1947 - )                        | 19 juillet 2004 - 6 juin 2009        | PS    | 2004-2009   |
| 13 | Monika Dethier-Neumann (26 février 1960 - )           | 23 juin 2009 - 16 juillet 2009       | Ecolo | 2009-2014   |
| 14 | Emily Hoyos (6 janvier 1977 - )                       | 16 juillet 2009 - 4 mars 2012        | Ecolo | 2009-2014   |
| 15 | Patrick Dupriez (17 février 1968 - )                  | 14 mars 2012 - 24 mai 2014           | Ecolo | 2009-2014   |
| 16 | Maxime Prévot (9 avril 1978 - )                       | 13 juin 2014 - 22 juillet 2014       | cdH   | 2014-2019   |
| 17 | André Antoine (3 février 1960 - )                     | 22 juillet 2014 - 11 juin 2019       | cdH   | 2014-2019   |
| 18 | Christophe Collignon (21 juillet 1969 - )             | 11 juin 2019 - 13 septembre 2019     | PS    | 2019-2024   |
| 19 | Jean-Claude Marcourt (16 octobre 1956 - )             | 13 septembre 2019 - 21 décembre 2022 | PS    | 2019-2024   |
| 20 | André Frédéric (4 juillet 1958 - )                    | 21 décembre 2022 - 25 juin 2024      | PS    | 2019-2024   |
| 21 | Jean-Paul Wahl (17 novembre 1955 - )                  | 25 juin 2024 - 15 juillet 2024       | MR    | 2024-2029   |
| 22 | Willy Borsus (4 avril 1962- )                         | 15 juillet 2024 -                    | MR    | 2024-2029   |